# Klaes Sierksma
Klaes Sierksma (Leeuwarden, 2 juli 1918 - Oenkerk, 21 maart 2007), eigenlijk Klaas Sierksma, pseudoniem Okke Haverkamp (na 1945), was een Fries vexilloloog en schrijver van diverse Nederlandstalige populair-wetenschappelijke boeken over onder andere vlaggenkunde en heraldiek. Hij heeft ook diverse vlaggen voor Nederlandse gemeenten ontworpen. Daarnaast schreef hij over geschiedkundige onderwerpen, vaak in relatie tot Friesland en doorgaans in het Fries, waarbij hij vooral interesse had in de middeleeuwen.
Sierksma studeerde sociografie aan de Rijksuniversiteit te Gent, waarna hij zich bezighield met bedrijfseconomie en public relations. Zijn boeken en artikelen over geschiedenis, wapen-  en vlaggenkunde kwamen voort uit zijn persoonlijke interesse in deze onderwerpen. Hij schreef deze samen met zijn vrouw. Voor de Fryske Akademy nam hij deel aan een onderzoek naar de historiciteit van de Friese vlag, en mede op basis van dat onderzoek werd de vlag officieel erkend.
Sierksma was in bezettingstijd medewerker voor het fascistische tijdschrift Hamer, daarnaast was hij werkzaam bij de radio, met het programma Land en Volk, dat propaganda voor de bezetter verspreidde. Sierksma kreeg na de oorlog een gevangenisstraf van negen maanden opgelegd, alsmede een publicatieverbod, dat hij echter wist te omzeilen door onder schuilnamen te schrijven.
In 1966 was Sierksma een van de oprichters van de Nederlandse Vereniging voor Vlaggenkunde (NVvV). Hij ontwierp de vlag voor de FIAV, een overkoepelende internationale organisatie van verenigingen en instituten die zich bezighouden met vexillologie, die mede door hem is opgericht. Sierksma was voorzitter van de Stichting voor Banistiek en Heraldiek en heeft ruim tweehonderd vlaggen voor Nederlandse gemeenten en andere overheidsinstanties ontworpen.
De collectie die hij tijdens zijn onderzoeken in de loop der jaren heeft opgebouwd en die onder andere bestaat uit dossiers heraldische informatie over vlaggen en wapens van overheidsinstanties, is ondergebracht bij de Hoge Raad van Adel, die de inventaris van deze collectie online heeft staan